# Big Log
"Big Log" is een nummer van de Britse zanger Robert Plant, tevens leadzanger van de eveneens Britse rockgroep Led Zeppelin. Het nummer verscheen op zijn album The Principle of Moments uit 1983. In juli van dat jaar werd het nummer uitgebracht als de eerste single van het album.

## Achtergrond
"Big Log" is geschreven door Plant in samenwerking met gitarist Robbie Blunt en toetsenist Gerald Woodroffe. Het is geproduceerd door Plant, Benji LeFevre en Pat Moran. Het is de eerste grote hit uit zijn solocarrière na het uit elkaar gaan van zijn band Led Zeppelin in 1980. In thuisland het Verenigd Koninkrijk bereikte de single de 11e positie van de UK Singles Chart. In de Verenigde Staten werd de 20e positie van de Billboard Hot 100 bereikt. Ook kwam de plaat tot de 6e positie in de Amerikaanse Top Tracks-lijst. In Canada en Ierland  werd géén notering behaald. In Australië werd de 23e positie bereikt en in Nieuw-Zeeland de 7e.
In Nederland werd de plaat op maandag 15 augustus 1983 door dj Frits Spits en producer-invaller  Tom Blomberg in het radioprogramma De Avondspits verkozen tot de 259e NOS Steunplaat van de week op Hilversum 3 en werd een grote hit in de destijds drie landelijke hitlijsten op de nationale publieke popzender. De single bereikte de 4e positie in zowel de Nederlandse Top 40 als de TROS Top 50. In de Nationale Hitparade werd de 5e positie bereikt. In de Europese hitlijst op Hilversum 3, de TROS Europarade, bereikte de single de 27e positie. 
In België werd de 5e positie in zowel de voorloper van de Vlaamse Ultratop 50 als de Vlaamse Radio 2 Top 30 bereikt. In Wallonië werd géén notering behaald.
Sinds de allereerste editie in december 1999 staat de plaat t/m 2023 onafgebroken genoteerd in de jaarlijkse NPO Radio 2 Top 2000 van de Nederlandse publieke radiozender NPO Radio 2, met als hoogste notering een 469e positie in 1999.

## Videoclip
De videoclip van "Big Log" is opgenomen op verschillende locaties in de Amerikaanse staten Californië en Nevada. Onder deze locaties vallen het Amargosa Opera House and Hotel in Death Valley Junction, de spookstad Calico, het motel Glass Pool Inn in Paradise en de gemeenschap Crystal in Nye County. In Nederland werd de videoclip destijds op televisie uitgezonden door de popprogramma's AVRO's Toppop, Countdown van Veronica en Popformule van de TROS.

## Gebruik in media en covers
In 2013 is de plaat gebruikt in het computerspel Grand Theft Auto V. Het nummer / de plaat is gecoverd door bassist Viktor Krauss op zijn album Far from Enough uit 2004; zijn zus Alison verzorgde de zang op dit nummer en zou drie jaar later het album Raising Sand met Plant opnemen.

## Hitnoteringen

### Nederlandse Top 40
| Hitnotering: 03-09-1983 t/m 05-11-1983 | Hitnotering: 03-09-1983 t/m 05-11-1983 | Hitnotering: 03-09-1983 t/m 05-11-1983 | Hitnotering: 03-09-1983 t/m 05-11-1983 | Hitnotering: 03-09-1983 t/m 05-11-1983 | Hitnotering: 03-09-1983 t/m 05-11-1983 | Hitnotering: 03-09-1983 t/m 05-11-1983 | Hitnotering: 03-09-1983 t/m 05-11-1983 | Hitnotering: 03-09-1983 t/m 05-11-1983 | Hitnotering: 03-09-1983 t/m 05-11-1983 | Hitnotering: 03-09-1983 t/m 05-11-1983 | Hitnotering: 03-09-1983 t/m 05-11-1983 |
| Week                                   | 1                                      | 2                                      | 3                                      | 4                                      | 5                                      | 6                                      | 7                                      | 8                                      | 9                                      | 10                                     |                                        |
| -------------------------------------- | -------------------------------------- | -------------------------------------- | -------------------------------------- | -------------------------------------- | -------------------------------------- | -------------------------------------- | -------------------------------------- | -------------------------------------- | -------------------------------------- | -------------------------------------- | -------------------------------------- |
| Positie                                | 31                                     | 14                                     | 6                                      | 5                                      | 4                                      | 4                                      | 7                                      | 13                                     | 22                                     | 34                                     | uit                                    |

### Nationale Hitparade
| Hitnotering: 03-09-1983 t/m 12-11-1983 | Hitnotering: 03-09-1983 t/m 12-11-1983 | Hitnotering: 03-09-1983 t/m 12-11-1983 | Hitnotering: 03-09-1983 t/m 12-11-1983 | Hitnotering: 03-09-1983 t/m 12-11-1983 | Hitnotering: 03-09-1983 t/m 12-11-1983 | Hitnotering: 03-09-1983 t/m 12-11-1983 | Hitnotering: 03-09-1983 t/m 12-11-1983 | Hitnotering: 03-09-1983 t/m 12-11-1983 | Hitnotering: 03-09-1983 t/m 12-11-1983 | Hitnotering: 03-09-1983 t/m 12-11-1983 | Hitnotering: 03-09-1983 t/m 12-11-1983 | Hitnotering: 03-09-1983 t/m 12-11-1983 |
| Week                                   | 1                                      | 2                                      | 3                                      | 4                                      | 5                                      | 6                                      | 7                                      | 8                                      | 9                                      | 10                                     | 11                                     |                                        |
| -------------------------------------- | -------------------------------------- | -------------------------------------- | -------------------------------------- | -------------------------------------- | -------------------------------------- | -------------------------------------- | -------------------------------------- | -------------------------------------- | -------------------------------------- | -------------------------------------- | -------------------------------------- | -------------------------------------- |
| Positie                                | 38                                     | 15                                     | 9                                      | 7                                      | 6                                      | 5                                      | 6                                      | 11                                     | 13                                     | 25                                     | 50                                     | uit                                    |

### TROS Top 50
Hitnotering: 25-08-1983 t/m 03-11-1983. Hoogste notering: #4 (4 weken).

### TROS Europarade
Hitnotering: 02-10-1983 (uitgezonden op de zondagmiddag 14:00 - 16:00 uur Hilversum 3, presentatie: Ad Roland. Hoogste notering: #27 (1 week).

### NPO Radio 2 Top 2000
| Nummer met noteringen in de NPO Radio 2 Top 2000 | '99 | '00 | '01 | '02 | '03 | '04 | '05  | '06  | '07  | '08 | '09  | '10  | '11  | '12  | '13 | '14 | '15  | '16  | '17  | '18  | '19  | '20  | '21  | '22  | '23  | '24  |
| ------------------------------------------------ | --- | --- | --- | --- | --- | --- | ---- | ---- | ---- | --- | ---- | ---- | ---- | ---- | --- | --- | ---- | ---- | ---- | ---- | ---- | ---- | ---- | ---- | ---- | ---- |
| Big Log                                          | 469 | 486 | 490 | 615 | 648 | 835 | 1097 | 1192 | 1142 | 939 | 1042 | 1189 | 1021 | 1012 | 924 | 909 | 1064 | 1140 | 1230 | 1425 | 1333 | 1337 | 1306 | 1321 | 1476 | 1565 |

1. ↑  Een vetgedrukt getal geeft de hoogste notering aan.